# 曾蔭權涉貪案
曾蔭權涉貪案起源於2012年香港行政長官選舉前後，香港傳媒鋪天蓋地針對香港特別行政區第二任行政長官曾蔭權報道其涉嫌官商勾結的指控文章。事源於2012年2月20日，東方日報記者發現曾氏伉儷出席澳門新濠天地勵盈會的春茗，同場包括華人置業集團董事會主席劉鑾雄等，曾氏一行人於中途離場，留下一張吉桌。及後東方日報頭條，報稱曾氏與澳門人士有來往，及乘坐豪華遊艇Cross Harbour號，而艇主是西區海底隧道股東張松橋。根據2013年1月25日的報章報導，前全國政協委員劉夢熊曾經指出，前特首曾蔭權曾答應馬澄坤讓其父親東方日報創辦人馬惜珍回港，但曾蔭權未能辦到，結果東方報業與曾蔭權結怨，天天狠批曾蔭權（馬惜珍後因多重器官衰竭於2015年6月15日在臺北榮民總醫院病逝，終年77歲）。其後一眾香港傳媒陸續地針對曾蔭權作出相關的報道。廉政公署展開調查後，律政司決定起訴曾蔭權，他於2017年2月罪成入獄，成為香港首個入獄的特首。虽然他于2019年1月服刑完毕出狱，但他向香港终审法院提出终极上诉，要求推翻定罪。案件于2019年6月26日宣判，法院最终裁定撤销对曾荫权的公职人员行为失当罪定罪及判刑。

## 指控包括

### 福田租住頂層單位
曾蔭權接受香港電台訪問時，揚言退休後會定居深圳。記者調查出曾蔭權準備於2012年7月離任後，到廣東省深圳市福田區東海花園租住頂層的單位定居，從該單位可以遠眺落馬洲，屋內亦配備有豪華設備，而該單位的業主是香港數碼廣播有限公司的股東黃楚標。

### 外遊費用
及後曾蔭權被揭發乘坐富商的私人飛機前往泰國布吉和日本，曾蔭權表示他已經為這些行程繳付一般航空公司，相當於商務客艙的機票費用。

### 「借用」健身器材
曾蔭權被揭發於1998年收受新鴻基集團郭氏家族的一部二手跑步健身機，但是存放在官邸內多年。曾蔭權表示他「只是『借用』健身器材」。

## 立案調查
行政長官曾蔭權成立獨立檢討委員會，檢討現行制度及程序，檢討對象包括行政長官、所有問責官員及行政會議成員，防止及處理包括行政長官在內的潛在的利益衝突，制定更透明的申報制度。
廉政公署在2月28日宣佈接受社會民主連線的舉報，經過行政長官同意，並且盡快展開相關的調查行動。
2015年10月5日早晨，曾荫权扺达廉署总部，并于下午2时30分在东区裁判法院提堂，被落案起诉两项的罪名有身为公职人员行为失当、涉及在行会未有申报利益。
2016年10月11日，曾蔭權被控行為失當兩項罪名案件，第三度在香港高等法院提訊。被律政司再加控一項收受利益罪及修訂兩項原有的行為失當罪的內容。

## 審訊

### 東區裁判法院
香港特別行政區前行政長官曾蔭權於2015年10月5日被廉政公署落案起訴兩項公職人員行為失當罪名，並於同日下午2時30分在東區裁判法院應訊。
- 控罪一：廉政公署指曾蔭權涉嫌於2010年11月2日至2012年1月20日期間，在擔任公職期間或在與擔任公職有關的情況，即香港特別行政區行政長官，無合理辯解或理由，故意作出失當行為，即在行政會議舉行會議商討及批准雄濤廣播有限公司及其後更名為香港數碼廣播有限公司所提交的多項申請期間，沒有向行政會議申報或披露，或向行政會議隱瞞他與雄濤主要股東黃楚標就一個位於深圳東海花園的三聯式住宅物業(該物業)的租賃所進行的商議，以及於2010年11月向黃楚標的公司所支付一筆金額為80萬元人民幣的相關款項。
- 控罪二：廉政公署指曾蔭權涉嫌於約2010年12月至2011年7月期間，在擔任公職期間或在與擔任公職有關的情況，即香港特別行政區行政長官，無合理辯解或理由，故意作出失當行為，即當他建議將何周禮轉交考慮根據香港授勳及嘉獎制度予以提名時，沒有向當時的行政長官辦公室常任秘書長麥靖宇、發展局和授勳及非官守太平紳士遴選委員會披露或隱瞞他在該物業的租賃的權益，及何周禮獲聘用負責該單位的室內設計。

被告暫時毋須答辯。裁判官蘇惠德將案件押後至同年11月13日，以待控方申請將案件轉介高等法院原訟法庭審訊。控方由副刑事檢控專員沈仲平博士、高級助理刑事檢控專員陳淑文及高級檢控官范凱琳代表出庭，並由廉署人員李慧兒協助。曾蔭權獲准以現金十萬港元保釋。他亦受命須於離港前至少24小時知會廉署其行程及不得騷擾控方證人。
律政司發表聲明，表示對曾蔭權提出上述檢控，是在小心和全面考慮現有證據、相關法律和檢控守則後作出的決定。律政司亦曾向海外御用大律師取得獨立法律意見。是次決定，是律政司履行《基本法》第63條獨立作出的決定，並沒有受到任何干涉。而傳媒先前曾報道上述兩項控罪以外涉及曾蔭權的事宜，包括曾蔭權到香港特區以外其他地方的事宜。由於已展開檢控，為免將來的聆訊受到任何不必要的不當影響，律政司不適宜就該案或傳媒曾報道的其他事宜作進一步評論，但可披露廉署的調查和律政司的意見已涵蓋傳媒曾報道的其他事宜，而在小心考慮現有證據、相關法律、檢控守則和海外御用大律師的獨立法律意見後，律政司認為沒有足夠證據支持就傳媒曾報道的其他事宜提出刑事檢控。

### 香港高等法院
案件於2017年1月3日正式於香港高等法院審訊，曾蔭權否認全部三項控罪，控方曾經傳召多名前任及現任官員及政府高層，而曾蔭權選擇不作自辯，控辯雙方結案陳詞結束後，法官開始引導陪審團就控罪進行裁決，並宣布退庭等候陪審團裁決，9名陪審員經過連續兩天商議後，於2017年2月17日裁定曾蔭權其中一項「公職人員行為失當」罪名成立，成為首個因為在任特別行政區長官期間涉及刑事罪行，並且被裁定罪名成立的最高級前官員。
2017年2月20日，曾蔭權的代表律師求情後，法官指出曾蔭權被控告成立的「公職人員行為失當」罪名，基於罪行性質，可獲得緩刑機會不大，因此須要拘押等候判決。曾蔭權隨後被懲教署人員鎖上手銬從犯人欄押走，由囚車押送往荔枝角收押所等候判刑。当晚，曾蔭權突然報稱身体不适，曾蔭權被鎖上手銬及綁上鐵鏈押送往伊利沙伯醫院接受檢查，隨後被安排在覊留病房接受觀察。
2月22日，法官批評曾蔭權違反對香港市民及中央政府的誠信，而且罪行嚴重，但考慮求情後，判處曾蔭權即時監禁20個月，不准緩刑。法官亦同時將陪審團未能作出大多數裁決的一項「行政長官收受利益罪」暫時排期至9月重審。法官判刑後，曾蔭權的太太宣稱將會就控罪提出上訴。曾蔭權在判刑後被押解到荔枝角收押所等候分配監獄，於2月24日早上被押送到赤柱監獄服刑。
4月24日，高等法院上訴法庭批准曾蔭權以現金10萬港元保釋外出，但要交出旅遊證件及不准離開香港。
2018年7月20日，高等法院上訴庭作出裁決，駁回上訴申請，但將刑期由20個月減至12個月，曾蔭權須要即時入獄繼續服刑。
2019年1月15日，經扣除公眾假期和監禁期間行為良好表現後曾蔭權刑滿釋放，並直接由瑪麗醫院羈留病房出獄。

### 香港終審法院
2018年12月20日，曾蔭權向終審法院申請終極上訴許可獲批，並排期於明年5月14日審理。曾蔭權沒有作保釋申請並繼續服刑，直至2019年1月15日刑滿出獄。
2019年6月26日，終審法院因應原審的一個技術性問題，裁定曾蔭權上訴得直，撤銷定罪及判刑。基於曾蔭權已完成服刑，終審法院決定不會把案件發還重審。由於撤銷曾蔭權有關罪行的刑事定罪紀錄，曾蔭權昔日所得的勳章、可享有的俸祿、特首卸任後的相關權利等應不受影響。

## 各界反應
- 立法會議員謝偉俊在2012年2月28日宣布準備彈劾特首議案，并尋求其他同事支持，但在立法會有多數議席的民建聯反對彈劾動議。
- 曾蔭權在2012年2月29日為自己的行為，到立法會道歉及自我辯護。
- 立法會議員陳偉業向內務委員會提議作緊急質詢，但是未有獲得允許。
- 人民力量及社會民主連線等政黨在事件曝光後到位於北角的廉政公署總部舉報及示威。
- 2017年2月多名高官及十多名議員撰信求情（英语：Mitigating factor） [21][22][23][24][25][26]

## 爭議
高等法院法官陳慶偉的判案書指：曾蔭權的律師團隊在案件聆訊期間邀請社會知名人士到庭旁聽表達支持，等同向陪審團宣示曾蔭權是好人，企圖影響陪審團。各界回饋如下
|                | 回饋 |
| -------------- | --- |
| 黃仁龍         | 自己當時只是和被告家人一同坐在庭內專用地區，否認被公關公司或顧問安排帶進法庭                                             |
| 曾俊華         | 到庭純粹出於對朋友關心，並稱向遭遇困難的朋友伸出援手，是大眾認同的普世價值                                               |
| 陶傑           | 陪審員經挑選及法官精心引導，有足夠理性，「唔可以當係三歲細路仔」，又建議法庭若擔心名人對陪審團造成影響，可列出禁旁聽名單 |
| 香港大律師公會 | 除非有強而有力的原因，否則見證法律程序的權利不應被約束                                                                   |

## 影響
- 香港行政長官申報被社會各界要求收緊，而政府成立的委員會建議把防止賄賂條例的範圍擴大至適用特首，當時候任特首梁振英也同意修例加強規管，但截至2017年2月曾蔭權罪成入獄後，政府仍未履行承諾就立法修例提交草案。
- 曾蔭權放棄租住深圳東海花園。